# سياسات الهوية

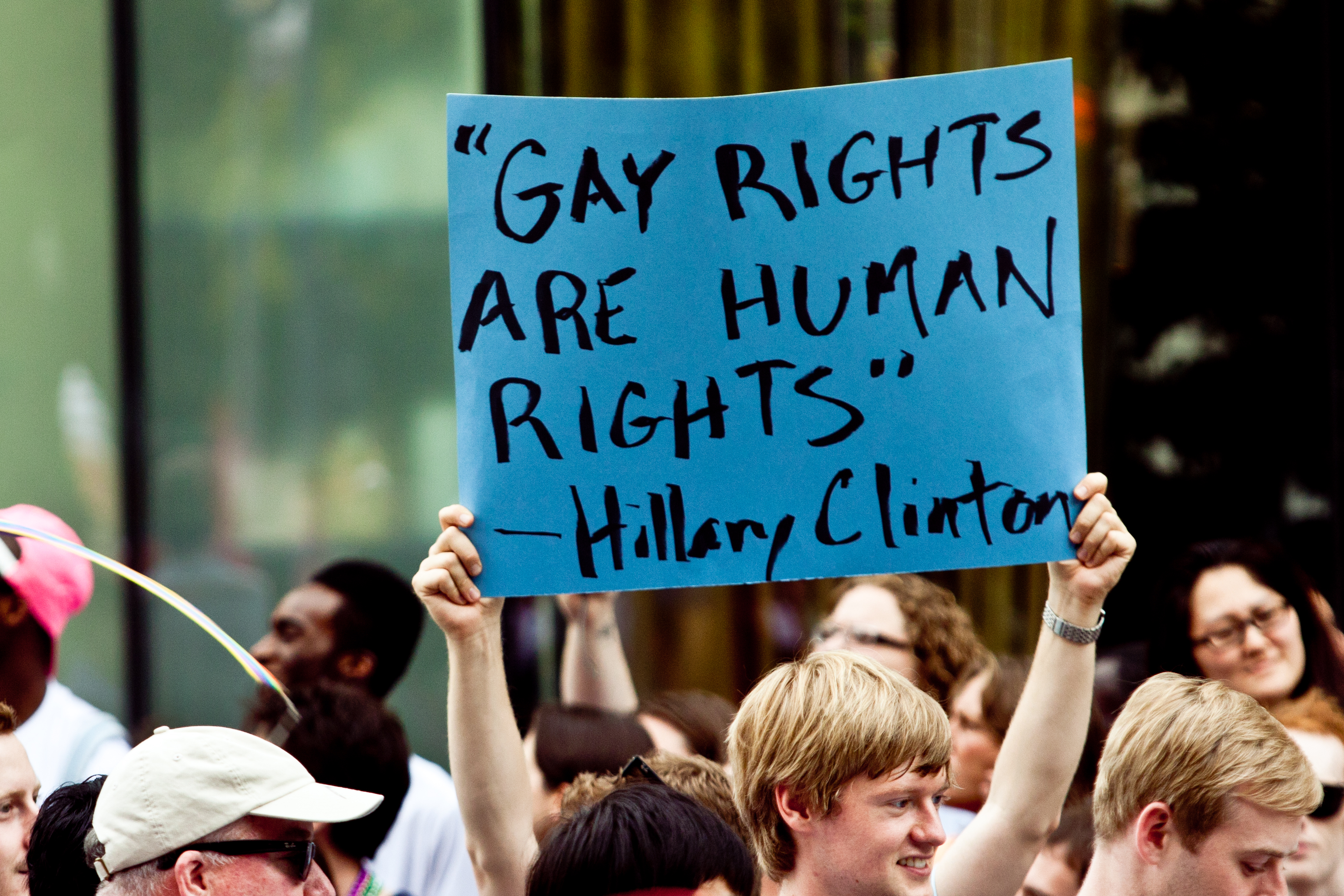

سياسات الهوية هي مجموعة من الحجج السياسية التي تركز على المصلحة الذاتية ووجهات النظر الخاصة بـ المجموعات المصلحية الاجتماعية المحددة ذاتيًا، والوسائل التي يمكن عن طريقها تشكيل سياسات الشعوب بواسطة مظاهر هويتهم التي يتم تحديدها عن طريق العرق أو الطبقة أو الدين أو الجنس أو الإثنية أو الأيديولوجية أو الولاية أو التوجه الجنسي أو الثقافة أو العملة أو التفضيل المعلوماتي أو التاريخ أو الأسلوب الأدبي و/أو الموسيقي أو الظروف الطبية أو المهنة أو الهواية أو أي شيء آخر مرتبط على نحو غير مضبوط ولكن بسيط بالنسبة لإدراك المنظمات الاجتماعية. وليس من الضروري مشاركة كافة الأعضاء من أي مجموعة معينة في سياسات الهوية. وربما تكون هذه الممارسة موجودة منذ أمد طويل؛ ولكن لم يظهر هذا المصطلح صراحةً إلى جانب كافة الحركات المرتبطة به إلا في الجزء الثاني من القرن العشرين. كذلك يمكن التعرض لهذا المصطلح بطريقة أكثر شيوعًا في الحركات الطبقية والحركات النسائية والحركات مثلية الجنس من الرجال والنساء وحركات المعاقين والحركات الإثنية وحركات ما بعد الاستعمار. ولكن حيثما وجد هذا المصطلح، فإنه يصبح كذلك مجالًا للمناقشة والنقد على نطاق واسع.
ويعد تأثير الأقلية أحد المكونات الرئيسية لسياسات الهوية. فتأثير الأقلية هو شكل من أشكال التأثير الاجتماعي الذي يحدث عندما يتم التأثير على الأغلبية لقبول معتقدات أو سلوك الأقلية. وعلى عكس أشكال التأثير الأخرى، عادةً ما يتضمن هذا النوع من التأثير تغيرًا شخصيًا في الرأي الخاص. ويطلق على هذا التغير الشخصي في الرأي تحولاً.

## استخدام المصطلح
اُسْتُخْدِمَ مصطلح سياسات الهوية في الخطابات السياسية والأكاديمية منذ فترة سبعينيات القرن العشرين [بحاجة لمصدر]. ومن أهداف سياسات الهوية تمكين أولئك الذين يشعرون بالاضطهاد من التعبير عن شعورهم بالاضطهاد هذا بناءً على خبراتهم الخاصة - عملية إثارة الوعي التي تميز سياسات الهوية عن المفهوم الليبرالي للسياسات، باعتباره مدفوعًا بالمصلحة الشخصية الفردية.
ويعد مصطلح سياسات الهوية ظاهرة ظهرت للمرة الأولى على الهوامش الأساسية للمجتمعات الليبرالية الديمقراطية التي يتم فيها الاعتراف بحقوق الإنسان، وعادةً لا يستخدم هذا المصطلح للإشارة إلى الحركات المنشقة داخل الدول ذات الحزب الواحد أو الاستبدادية. ويمكن ملاحظة وجود عناصر سياسات الهوية في العديد من البيانات الأولى للحركات النسوية والعرقية وتحرير المثليين والسحاقيات. ورسميًا، يمكن إرجاع هذا المصطلح إلى البيانات الأولى لماركس المتعلقة بالطبقة التي أصبحت واعية بنفسها، وكذا تطوير الهوية الطبقية. علاوةً على ذلك، قد تم تناول مفهوم سياسات الهوية الطبقية بالوصف الموجز في مقال كتبه إل أي كوفمان، والذي تتبع أصوله في لجنة التنسيق اللاعنفية الطلابية (SNCC)، وهي منظمة لحركة الحقوق المدنية في الولايات المتحدة ظهرت في فترة أوائل ومنتصف ستينيات القرن العشرين. وعلى الرغم من أن لجنة التنسيق اللاعنفوية الطلابية ابتكرت العديد من الممارسات الأساسية، ووسعت جماعات القوى السوداء المختلفة من نطاق تلك الممارسات، فيبدو أنهم توصلوا إلى أنه ليست هناك حاجة لتطبيق المصطلح. بل، ظهر المصطلح عندما بدأ آخرون من خارج حركات الحرية السوداء - خاصة العرقية- والحركات العرقية المحددة لتحرير المرأة، مثل حركة النسوية السوداء، في تبني الممارسة في أواخر ستينيات القرن العشرين. كذلك، يمكن العثور على آثار سياسات الهوية في الكتابات الأولى للحركة العصرية للمثليين مثل كتابات الشاذ دينيس ألتمان: التحرير/الاضطهاد (1971 الإصدار الأول)، إصدار كتاب جيفري ويكس: سياسات الشذوذ الجنسي في بريطانيا من القرن التاسع عشر حتى الوقت الحاضر (1977: لندن: كوارتر)، و إصدار كين بلومير تحت عنوان "صناعة المثلية العصرية" (1981: هاتشينسون اللندنية). كذلك، يمكن العثور على واحدة من أقدم الأمثلة المكتوبة في بيان جماعة نهر كومباهي الصادر في أبريل عام 1977، وأعيدت طباعته بعد ذلك في عدد من المختارات الأدبية، وقد كان الفضل لـ باربرا سميث ومنظمة جماعة نهر كومباهي في صياغة هذا المصطلح؛ فهم يعرفونه بأنه "السياسات التي نبعت من تجاربنا الموضوعية المادية كالنساء السود. واتجهت بعض الجماعات إلى الدمج بين مفاهيم سياسات الهوية وتحليل الطبقة الاجتماعية الماركسية والوعي الطبقي - يتمثل المثال الأبرز في حزب الفهود السود - ولكن لا يعد ذلك بالضرورة خاصية شكلية. ومن الأمثلة الأخرى على ذلك جماعة موف (MOVE)، والتي تمزج بين قومية السود وبين البدائية الأناركية (وهو شكل راديكالي من السياسة الخضراء، والقائمة على فكرة أن الحضارة تعمل بمثابة أداة للقمع، داعين إلى عودة مجتمع الصيد وجمع الثمار) وفكرة معاداة التكنولوجيا الجديدة ذات الصلة.
وخلال فترة ثمانينيات القرن العشرين، أصبح مصطلح سياسات الهوية بارزًا للغاية، فضلًا عن أنه كان مرتبطًا بنشاط الحركة الاجتماعية الجديدة.

## المناقشات والنقد

### طبيعة الحركة
تم تطبيق مصطلح سياسات الهوية بأثر رجعي على الحركات المختلفة التي جاءت قبل ابتكار هذا المصطلح. وناقش المؤرخ آرثر شيلنج الابن مفهوم سياسات الهوية على نطاق واسع في كتابه تفرق شمل أمريكا (The Disuniting of America). ويذكر شيلنجر، وهو مؤيد قوي للمفاهيم الليبرالية الخاصة بـ الحقوق المدنية، أن الديمقراطية الليبرالية تتطلب قاعدة مشتركة من الثقافة والمجتمع حتى تعمل.
وفي رأيه، يؤدي ارتكاز السياسات على التهميش الجماعي إلى تفتيت نظام الحكم المدني، وبالتالي العمل ضد إنشاء فرص حقيقية لإنهاء التهميش. ويعتقد شليزنجر أنه «ينبغي أن تهدف الحركات التي تدعم الحقوق المدنية إلى القبول الكامل بالمجموعات المهمشة ودمجها داخل الثقافة السائدة، بدلًا من التكريس لفكرة التهميش عن طريق محاولات التركيز على الاختلافات.»

### قضايا إل جي بي تي (السحاقيات والمثليون ومشتهو الجنسين ومغايرو الهوية الجنسية)
كانت المراحل الأولى من تطوير حركة المثليين الحديثة مرتبطة بشكل وثيق بسياسات الهوية. ولكي يتم وضع قضايا المثليين والسحاقيات على الأجندة السياسية، كان على المثليين والسحاقيات الاعتراف علنًا بشذوذهم و«الظهور» (انظر ويكس). وفي خلال ثمانينيات القرن العشرين، أصبحت سياسات الهوية قضية مركزية في صراعات حركة المثليين. وفتح ذلك الطريق أمام إحداث تغييرات، وفي نفس الوقت مواجهة بعض الانتقادات. وعلى الجانب الآخر، أثار بعض النشطاء في مجال حقوق إل جي بي تي، إلى جانب واضعي نظريات الشذوذ، نقدًا لممارسة نهج سياسات الهوية على حقوق الشذوذ، لا سيما النهج الذي يدور حول مصطلحات ومفاهيم نظرية الشذوذ. ويؤكد النشطاء المؤيدون للشذوذ الآخرون، استنادًا إلى أعمال جوديث بتلر، على أهمية عدم تبني هوية قائمة بالفعل، بل من خلال إعادة صناعة الهويات وإلغائها عن طريق الأداء. كذلك هناك العديد من المناصرين لنهج سياسات الهوية، والذين يتميزون بيقظة الضمير وطوروا مواقفهم استنادًا إلى أعمال غاياتري شاكرافورتي سبيفاك ووصفوا بعض أشكال سياسات الهوية باعتبارها جوهرية إستراتيجية، وهذا نموذج يسعى إلى العمل في ظل الخطابات المهيمنة لتصحيح مسار فهم الأهداف «العالمية».
ويواصل النشطاء المثليون والسحاقيات من الإصلاحيين والليبراليين السعي للحصول على القبول الكامل للمثليين والسحاقيات داخل المؤسسات وفي ثقافة المجتمع السائدة، غير أنه بدلًا من ذلك ركز النشطاء الشواذ على إعلان أنفسهم أنهم خارج نطاق التيار السائد، وليس لديهم رغبة في أن يتم قبولهم داخل المجتمع أو الانضمام إليه. وانتقد النهج السابق النهج الأخير باعتباره يسهم في الإتيان بنتائج عكسية، كما أنه يتسبب في استمرار التمييز والمواقف الاجتماعية ضد أفراد الـ إل جي بي تي (السحاقيات والمثليون ومشتهو الجنسين ومغايرو الهوية الجنسية)، في حين أن النهج الأخير يذكر أن النهج السابق يسعى نحو استيعاب هويات الـ إل جي بي تي بهدف الاستفادة من أشكال الامتياز الأخرى (العنصري، الاقتصادي، الجغرافي).

### التجانس والجوهرية
يذكر بعض النقاد أن التجانس المتعصب للثقافة السائدة هو بالضبط الحقيقة التي تجعل فكرة القبول الكامل مستحيلة الحدوث، وأن حركات العدالة الاجتماعية ينبغي ألا تهدف إلى إحداث اندماج بل دعم فكرة التعددية الثقافية، دون اللجوء إلى أشكال الانسجام القمعية قيد الممارسة الحالية.[بحاجة لمصدر] (انظر عمل يورفاشي فيد للاطلاع على مناقشات حول مخاطر التجانس.) ولا يتبنى الإسلام السياسي، من نواحٍ عدة، هذا النهج لأنه يستند على فكرة أن الإسلام هو العقيدة الأسمى، وأن الإنسانية يجب أن تكون متمثلة في «الأمة» أو «مجتمع واحد كبير».[بحاجة لمصدر]
ويزعم نقاد آخرون لفكرة سياسات الهوية أنها تميل إلى دعم نهج الجوهرية، قائلين إن بعض مناصري هذه الفكرة يفترضون أو يزعمون أن النوع أو الجنس أو الخصائص الجماعية الأخرى هي صفات ثابتة أو محددة بيولوجيًا (أو، في حالة تحرير المثليين، قائمة على الفكرة الفرويدية التي تنص على أن كافة الأشياء تكون مدفوعة بالغريزة الجنسية)، وليست عبارة عن بنى اجتماعية. إن مثل هذه الانتقادات أكثر شيوعًا فيما يتعلق بالمجموعات القائمة على مزاعم النوع أو التوجه الجنسي، حيث تصبح طبيعة الخاصية المحددة محل نزاع.

### الهوية المشتركة
يذكر نقاد آخرون أن المجموعات القائمة على الهوية المشتركة، بخلاف الطبقات (على سبيل المثال: الهوية الدينية أو الأسلاك العصبية)، يمكنها صرف الطاقة وتحويل الانتباه عن القضايا الأكثر أهمية، مثل الصراع الطبقي في المجتمعات الرأسمالية. حتى بالنسبة لأولئك الذين يدعمون حقوق المثليين أو حرية الاعتقاد أو إنهاء العنصرية، على سبيل المثال، فقد ينظرون إلى هذه القضايا الجانبية بطريقة أفضل.
وقد عبر عدد من الكتاب عن مثل هذه الحجج، مثل إيريك هوبسباوم، وتود جيتلين، ومايكل توماسكي وريتشارد رورتي وسين ويلنتز وروبرت ماكنزي وبارت لاندري وجيم سليبر. وعلى وجه التحديد، انتقد هوبسبام القوميات ومبدأ تقرير المصير الوطني المتبنى دوليًا بعد الحرب العالمية الأولى. ونظرًا لأن الحكومات القومية غالبًا لا تعبر سوى عن الطبقة أو السلطة الحاكمة، فقد كان انتشار مثل هذه الحكومات مصدرًا لنشوب حروب القرن العشرين. وفي إطار ذلك، يذكر هوبسبام أن سياسات الهوية، مثل قومية الشواذ أو الإسلام السياسي أو قومية كورنول أو ولاء أوليستر، ما هي إلا مجرد نسخ أخرى من القومية البرجوازية.

## في الفن والثقافة
عبّرت العديد من الحركات الفنية والثقافية عن مفهوم سياسات الهوية، مثل الهيب هوب وحليقي الرؤوس وثقافة البانك الفرعية. وقد تم التعبير عن سياسات الهوية في الأنواع الموسيقية (مثل الهيب هوب والبانك روك وريغي وموسيقى السول) والأفلام ومجلات الهواة. ومن أنواع موسيقى البانك روك التي تتمركز على سياسات الهوية بانك الأناركية وكويريكور وحركة المرآة المسيطرة المشاغبة. وبصرف النظر عن النوع والتوجه الجنسي، تم التعبير عن الهوية الطبقية في أوي!، والتي نشأت في الطبقة العاملة بـ إيست إند في لندن.
ومن الشائع ارتكاز هوية حليقي الرؤوس على مبدأ الطبقية، مع وجود العديد من أغاني ريغي وتون تو وأوي! وبانك هارد كور الخاصة بمجموعة حليقي الرؤوس، والتي تعبر عن مدى فخر الطبقة العاملة والوحدة العرقية. وعندما أصبحت كلمات أغاني موسيقى السول والريغي تتضمن التعبير عن قومية السود و/أو الحركة الرستفارية، شعر العديد من فرقة حليقي الرؤوس البيض بالنفور عند تغير الموضوعات الغنائية. ومع ذلك، ترتكز ثقافة حليقي الرؤوس البيض على فخر البيض، كما تعكس موسيقاهم ومجلات الهواة لديهم هذا التوجه. وتضم موسيقى الروك الخاصة بالمؤمنين بسيادة البيض، تُعرف كذلك باسم الروك ضد الشيوعية، بعض الأشعار التي تتناول فخر البيض وانفصال البيض.
وتعبر موسيقى الهيب هوب عن مفهوم سياسات الهوية في صورة شعب السود وقومية شيكانو، بينما اتجهت موسيقى الهومو هوب إلى التعبير عن سياسات هوية الشاذين، مثل تأثير موسيقى الكويركور على مظهر موسيقى البانك وإيندي. ويعتمد نشاط الهيب هوب على حركات تحرير السود، فضلًا عن أنه يضم كذلك قضايا مثل حماية البيئة.
لقد تم طرح ثقافة لوريدرز في شكل من التعبير الفني لسياسات الهوية بواسطة قوات شيكانو الجوية الملكية، وهي عبارة عن منظمة تأسست لدعم مبدأ المساواة بين الأمريكيين المكسيكيين. ثم اتجه بعض من متبني ثقافة لوريدرز إلى عمل لوحات جدارية تحتفل بثقافة وتاريخ شيكانو.
يرتبط الديسكو، على الرغم من أن البعض يعتبره نوعًا مملًا من الموسيقى، بشكل كبير للغاية بحركة حقوق المثليين، جنبًا إلى جنب مع حركات السود والنسوية واللاتينية.

## أمثلة على سياسات الهوية
لقد كان ينظر إلى التيار اليميني في أوروبا، وبخاصة في أعقاب انتخابات البرلمان الأوروبي، 2009، باعتباره منشأ الهوية كما يتجلى في مواجهة الأقليات "الأخرى". وقد تبين من استطلاع لوموند/المعهد الفرنسي لاستطلاع الرأي العام (أي إف أو بي) في يناير 2001 الذي تم إجراؤه في فرنسا وألمانيا أن الغالبية يشعرون أن المسلمين "لم" يندمجوا على نحو سليم". وهذا يأتي في إطار المفهوم الذي أطلقت عليه المقالة اسم "الإسلام والاندماج: الفرنسيون والألمان يعترفون بالفشل". وذكر محلل من المعهد الفرنسي لاستطلاع الرأي العام أن النتائج أظهرت شيئًا "بعيدًا عن ربط الهجرة بالأمن أو ربط الهجرة بالبطالة، والتوجه إلى ربط الإسلام بالتهديد على الهوية."
| - سيطرة البالغين على الأطفال - القومية الإفريقية (الوحدة الإفريقية) - الحركة الهندية الأمريكية (وحدة الهند) - وحدة عربية - القومية العربية (الوحدة العربية) - بانك الأناركية - حركة حقوق التوحد - القومية الباسكية - قومية السود - قوة السود - بوميڤوترا (ماليزيا) - القومية القشتالية - القومية الكاتالونية - قومية سلتيك (وحدة سلتيك) - قومية الشيكانو - المسيحية - حركة الهوية المسيحية - اليمين المسيحي - قومية كورنول - قومية داليت - ثقافة الصم - حركة حقوق الأشخاص ذوي الإعاقة | - الإثنية (التعددية الإثنية) - الاستعلاء العرقي - تعديل الحقوق المتساوية - قبول البدناء - حقوق الآباء - الأنثوية - القومية الفلمنكية - حقوق المثليين - القومية الغاليسية - القومية الألمانية (رابطة الشعوب الجرمانية) - القومية الهندوسية - نشاط الهيب هوب - هومو هوب - القومية الأيرلندية - القومية الإيرانية (قومية فارسية) - الإسلام السياسي (الوحدة الإسلامية) - التفرقة العمرية - زوتشية - كبرياء المجانين - حقوق الرجال - التعددية الثقافية - التعددية الثقافية - المجلس الوطني لـ لارازا | - الحركة الباكستانية - القومية الأمريكية - القومية الأسيوية - القومية الأوروبية - القومية السلافية - القومية الصومالية - الصواب السياسي - قومية بورتوريكو - قومية كيبيك - كويركور - قومية مثلية - السياسات العنصرية - حركة المرأة المسيطرة المشاغبة - القومية الأسكتلندية - الانفصالية - القومية الإسبانية (القومية الإسبانية) - القومية التركية (قومية تركية) - الطورانية - ولاء أوليستر - قومية ألونية - القومية الويلزية - قومية البيض - حقوق المرأة - الصهيونية |